# B-BOX
B-BOX（ビー・ボックス）は、RADIO BERRYで平日月曜日から木曜日の16:00～19:00に放送されていた自社制作の生放送情報番組。

## 概要
RADIO BERRY開局10周年にあわせ、同局の開局時から放送していた夕方自社制作ワイド番組「RADIO BERRY MUSIC TRANSFER」の放送時間拡大、リニューアルによって開始された番組。
 
なお、金曜日にはB-BOX FRIDAYとして月～木曜日と雰囲気を変え放送していた（2006年4月改編まで金曜日のみツインパーソナリティーだった）。2006年4月改編で金曜日のみ13:00～18:53まで放送枠を拡大しB-BOX FRIDAY HYPER!（ビー・ボックス・フライデー・ハイパー!）と番組名に「HYPER!」を付けリニューアルした。

なお、当番組は本社サテライトスタジオから放送しておりスタジオ前の通りから生放送中の風景を見ることが出来た。
また、公式ホームページにて生放送中のスタジオの風景がスタジオカメラ（約15秒毎に更新の静止画像）で公開されていた。

稀に公開生放送としてJR宇都宮駅前の新星堂宇都宮ララスクエア店やFKDインターパーク店、ベルモール カリオンプラザなどから生放送することもあった。
タイムテーブルやHPでの番組名表記は「B★BOX」となっている。
2014年春の開局20周年の節目にあたり、15時から17時までの「RBZ」と17時から19時までの「High-5」開始に合わせ終了した。
なお、月曜火曜担当の渡辺裕介アナは引き続き曜日も変わらず「High-5」に出演している。

## パーソナリティ
番組開始当初は各曜日日替わりで女性によるワンマンパーソナリティーであったが、2006年4月改編より2007年9月までは男性・女性のツインパーソナリティーであった。

2007年10月からは男性パーソナリティでの放送となる。2011年4月からは、CAの女性アシスタントが加わる形となった。

### B-BOX

#### 2003年4月～2005年3月
- 月…梅原朋子
- 火…和気朋子
- 水…高橋ちえ
- 木…石島さわか

#### 2005年4月～2006年3月
- 月…梅原朋子
- 火…岡田亜紀
- 水…高橋ちえ
- 木…石島さわか

#### 2006年4月～2007年9月
- 月・火…岡田眞善、小林千恵
- 水・木…渡辺裕介、石島さわか
- B-BOX デリバリー　リポーター…アトム

#### 2007年10月～2011年3月
- 月・火…渡辺裕介
- 水・木…岡田眞善
- B-BOX デリバリー　リポーター…アトム

#### 2011年4月～2012年3月
- 月・火…渡辺裕介
- 水・木…岡田眞善
- B-BOX デリバリー　リポーター…アトム

#### 2012年4月～2014年3月
- 月・火…渡辺裕介
- 水・木…岡田眞善

※栃木住みます芸人　上原チョーもリポーターとして出演｡

##### CA
- YUKA、RISA　2011年4月～卒業
- AYA　　　　 2011年4月～卒業
- SERINA　　　2011年4～　卒業
- KEIKO　　　 2011年4月～卒業
- 咲麻ゆき　　（月曜日）
- 委文 茉奈美 （火曜日）BREXがｼｰｽﾞﾝ中で放送日が試合日と重なった場合､代打ｱｼｽﾀﾝﾄが登場する場合がある｡
- 榎本くるみ  （水曜日）
- SERINA      （木曜日）

### B-BOX FRIDAY HYPER!

#### 2003年4月～2005年3月
- 佐藤望、星いつ子

#### 2005年4月～2006年3月
- 梅原朋子、マー坊（ロビンフット）

#### 2006年4月～2009年3月
- 佐藤望、岡田亜紀
- ウィークエンドリポート　リポーター…カンカン

#### 2009年4月～2014年3月
- 佐藤望、井出文恵
- ウィークエンドリポート　リポーター…カンカン